# Mount Newton
Mount Newton är ett berg i Antarktis. Det ligger i Östantarktis. Australien gör anspråk på området. Toppen på Mount Newton är 1 065 meter över havet.
Terrängen runt Mount Newton är huvudsakligen platt, men norrut är den kuperad. Trakten är obefolkad. Det finns inga samhällen i närheten.